# Władysław Bazyluk

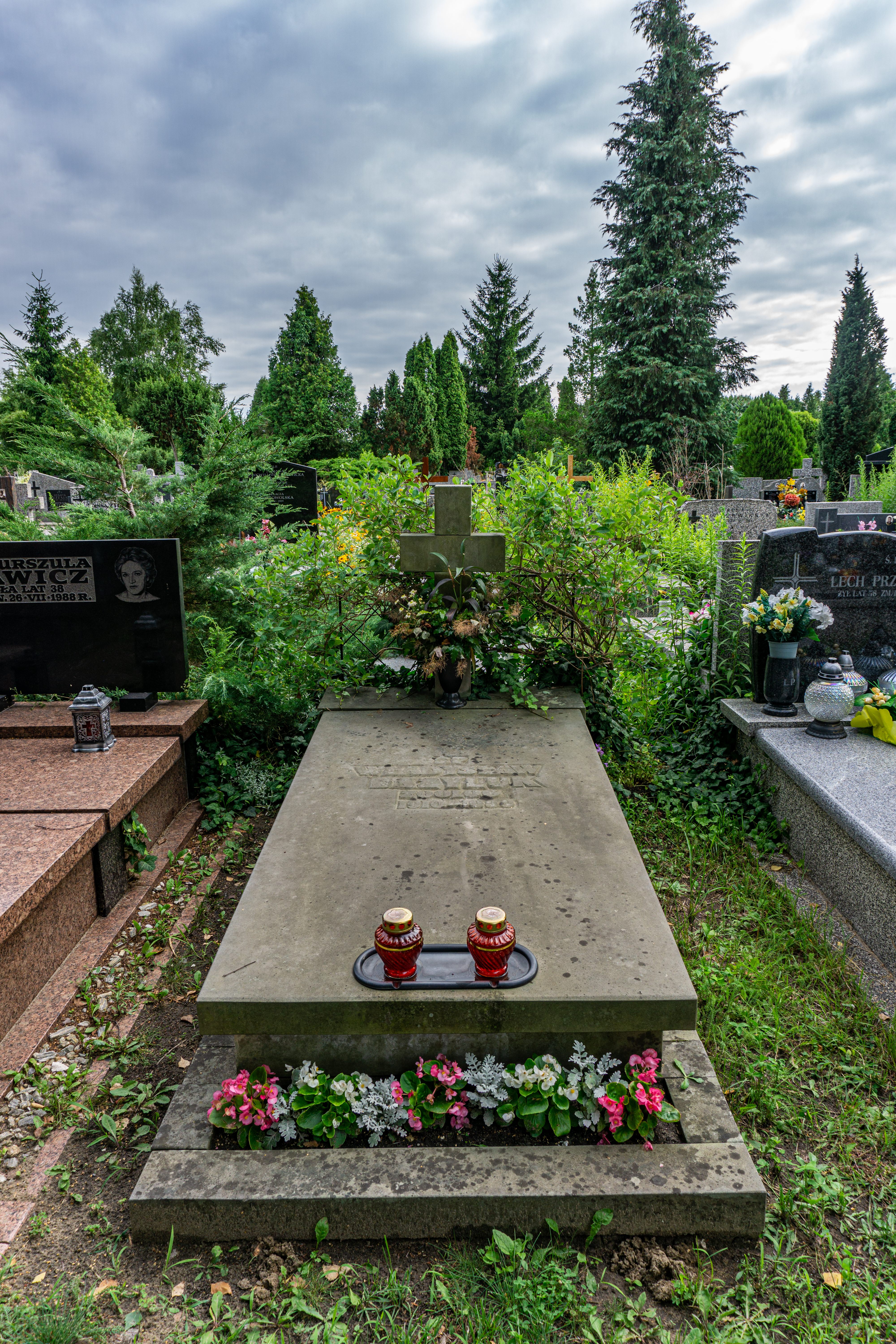
Grób Władysława Bazyluka na cmentarzu komunalnym Północnym w Warszawie

Władysław Bazyluk (ur. 28 kwietnia 1910 w Woli Tulnickiej, zm. 22 lipca 1988 w Warszawie) – polski entomolog.

## Życiorys
W 1947 ukończył studia na Uniwersytecie Adama Mickiewicza w Poznaniu, uzyskując tytuł magistra. Tamże doktoryzował się (w 1950) i w 1961 uzyskał habilitację. Tytuł profesora nadzwyczajnego uzyskał w 1971 w Instytucie Zoologicznym Polskiej Akademii Nauk.
Zajmował się prostoskrzydłymi, skorkami, karaczanami oraz modliszkami występującymi w Palearktyce. Opracował monografie i klucze dotyczące występujących w Polsce owadów z powyższych rzędów.
Pochowany na cmentarzu komunalnym Północnym w Warszawie.

## Publikacje
Władysław Bazyluk był autorem 54 publikacji, z czego 50 stanowiły oryginalne prace naukowe. Wydał 4 zeszyty w serii „Klucze do Oznaczania Owadów Polski” oraz tomy w seriach „Fauna Polski” i „Katalog Fauny Polski”. Do najważniejszych jego prac zalicza się „Die geographische Verbreitung und Variabilität von Mantis religiosa(L.) (Mantodea, Mantidae)” i „Tetrigidae(Orthoptera) Polski”.
Zebrane przez niego okazy znajdują się w zbiorach Muzeum i Instytutu Zoologii PAN.

## Funkcje
W latach 1962–1971 był zastępcą dyrektora Instytutu Zoologicznego PAN. Od 1965 do 1975 pełnił funkcję przewodniczącego i wiceprzewodniczącego Komisji Rewizyjnej Polskiego Towarzystwa Entomologicznego. Był też przewodniczącym warszawskiego oddziału Polskiego Towarzystwa Zoologicznego.